# Amphiperatherium
Amphiperatherium is een geslacht van uitgestorven buideldieren uit de familie Herpetotheriidae. Deze opossumachtige dieren leefden van het Vroeg-Eoceen tot Midden-Mioceen, ongeveer 50 tot 14 miljoen jaar geleden, in Europa.

## Soorten
Het geslacht Amphiperatherium omvat meerdere soorten. De eerste soorten verschenen in het Vroeg-Eoceen. Fossielen van Amphiperatherium zijn gevonden in België, Frankrijk, Zwitserland, Duitsland, Oostenrijk, Tsjechië en Spanje. Amphiperatherium frequens was de laatst bekende Europese soort uit de Herpetotheriidae. Deze soort leefde 17 tot 14 miljoen jaar geleden tijdens het Early Middle Miocene Climatic Optimum, toen het klimaat in Europa veel warmer en vochtiger was dan tegenwoordig. Klimaatsveranderingen met lagere temperaturen en veranderende vegetatie speelden vermoedelijk een rol in het uitsterven van Amphiperatherium frequens.

## Kenmerken
Amphiperatherium had een lichaamslengte van ongeveer vijftien centimeter met een staart van ongeveer zeventien centimeter lang. Het dier leefde met name op de grond, maar door de grijpstaart was Amphiperatherium ook een goede klimmer. Het was een omnivoor.